# Parthenium
Parthenium es un género de plantas fanerógamas perteneciente a la familia de las asteráceas. Tiene 40 especies.

## Distribución y hábitat
Son plantas de la América tropical. Algunas son especies invasoras, especialmente de terrenos degradados, tales como granjas, pastizales y zonas vecinas a caminos. Se han difundido por otras partes del mundo. El contacto con algunas de estas especies puede causar dermatitis en el ganado y animales domésticos debido a la toxina "partenina".

## Taxonomía
El género fue descrito por  Carlos Linneo y publicado en Species Plantarum 2: 988. 1753. La especie tipo es Parthenium hysterophorus L	

## Especies
- Parthenium alpinum
- Parthenium argentatum
- Parthenium bipinnatifidum
- Parthenium confertum
- Parthenium fruticosum
- Parthenium hispidum
- Parthenium hysterophorus
- Parthenium incanum
- Parthenium integrifolium
- Parthenium radfordii
- Parthenium schottii
- Parthenium tomentosum